# Blutphobie
Die Blutphobie, auch Hämatophobie, Hämaphobie (von altgriechisch αἷμα haíma, deutsch ‚Blut‘, und φόβος phóbos, deutsch ‚Furcht‘), krankhafte Angst vor Blut, ist eine Angststörung. Sie kann zur Gruppe der Blut-, Verletzungs- und Spritzenphobien (englisch blood-injury-injection phobia) gezählt werden und wird im ICD-10 unter den spezifischen (isolierten) Phobien klassifiziert. Charakteristisch ist die ausgeprägte Angst davor, Blut zu sehen, und die Vermeidung entsprechender Situationen (z. B. Blutspenden).
Im Gegensatz zu anderen Angststörungen kommt es bei Blutphobien häufig zu Ohnmachtsanfällen.
Die Betroffenen weisen – im Unterschied zu Panikpatienten – eine typische biphasische autonome Reaktion auf: Nach einer sehr kurzen Phase mit einem Anstieg von Blutdruck und Herzrate folgt ein dramatischer Abfall dieser Funktionen, d. h., es kommt zu Hypotonie und Bradykardie. Dabei wird von einer Überreaktion des Parasympathikus ausgegangen, die zu einer vasovagalen Synkope führt. Bei der Panikstörung kommt es dagegen zu einer Überreaktion des Sympathikus.

## Therapie
Um der Ohnmacht entgegenzuwirken, wurde von Öst und Kollegen speziell für Blutphobiker die Methode der angewandten Anspannung (applied tension) entwickelt. Hierbei sollen Betroffene in der Angstsituation ihre großen Skelettmuskeln (Arme, Brust, Beine) wiederholt kurzzeitig anspannen, um so den Blutdruck zu erhöhen.
Aus Erfahrung Betroffener sollte bei unvermeidlichen Spritzen und/oder Blutentnahmen das medizinische Personal vorher und ausdrücklich auf diese Phobie hingewiesen werden. Bereits eine vom Patienten aktiv ausgeführte Schocklagerung kann eine Ohnmacht verhindern.